# 이노센스 오브 무슬림에 대한 반응
이노센스 오브 무슬림에 대한 반응은 미국에서 만들어진 영화 《이노센스 오브 무슬림》이 이슬람교를 모욕한다는 것을 이유로, 이에 항의하기 위해 2012년 9월 11일부터 29일까지 이집트 카이로, 리비아 벵가지 등 아랍 국가에서 미국 재외 공관이 테러를 당하거나 시위가 일어난 사건이다. 일련의 습격 사건으로 리비아의 미국 영사관에서 크리스토퍼 스티븐스 주미 리비아 대사 등 4명이 살해되었다. 공무 중 미국 대사가 살해되는 것은 1979년에 주 아프가니스탄 대사였던 아돌프 덥스 (en)가 살해 된 이후 처음 있는 일이다. 이집트, 리비아를 발단으로 한 반미 시위는 다른 이슬람 국가에도 파급되었다. 또한 수단에서는 비판의 대상은 미국뿐만 아니라 영국과 독일 등 유럽 국가에도 향했다.

## 배경
2011년 미국에서 만들어진 《이노센스 오브 무슬림》이라는 영화는 미국과 이스라엘의 이중 국적을 가진 사업가 샘 바실이 만든 것으로, 2011년에 캘리포니아에서 약 3개월에 걸쳐 촬영되었다. 이 영화의 약 14분 동영상이 2012년 7월, 유튜브에 게시되었으며, 그 중에서는 예언자 무하마드가 잔혹한 살인자이며 동성애자이며 여성 관계가 화려한 색정광 같은 인물로 묘사되고 있었으며, 무하마드가 거짓말쟁이라고 하는 장면도 포함되어 있었다. 이 영상의 아랍어가 이슬람 사회에서도 텔레비전으로 다루어져 이슬람을 크게 분개시키게 되었다.

## 경과

### 이집트
이집트는 미국에서 제작된 반 이슬람 영화로 인해 격렬한 반미시위가 일어났다. 시위로 인해 부상자와 사망자가 생겼다. 시위가 일어나자 무르시는 카이로 주재 외국공관들을 보호할 것이라고 밝혔다.